# Niedobór dehydrogenazy 3-hydroksyacylo-koenzymu A długołańcuchowych kwasów tłuszczowych
Niedobór dehydrogenazy 3-hydroksyacylo-koenzymu A długołańcuchowych kwasów tłuszczowych (niedobór LCHAD, ang. long-chain 3-hydroxyacyl-coenzyme A dehydrogenase deficiency, LCHAD deficiency) – rzadka uwarunkowana genetycznie choroba metaboliczna o dziedziczeniu autosomalnym recesywnym. Przyczyną choroby jest mutacja w obu allelach genu HADHA w locus 2p23, kodującego enzym dehydrogenazę 3-hydroksyacylo-koenzymu A długołańcuchowych kwasów tłuszczowych (LCHAD). Białko enzymu zlokalizowane jest w mitochondriach i wchodzi w skład tzw. trójfunkcyjnego kompleksu białkowego (ang. mitochondrial trifunctional protein).
Choć deficyt LCHAD jest potencjalnie śmiertelną chorobą, to w odróżnieniu od wielu innych chorób genetycznych, wykryty w porę deficyt LCHAD można leczyć, przede wszystkim za pomocą diety i unikania głodzenia.

## Epidemiologia
Występowanie choroby jest bardzo rzadkie. W populacji fińskiej częstość ocenia się na 1:62 000 żywych urodzeń. Pojedyncze przypadki zostały do tej pory zdiagnozowane w Hiszpanii, Portugalii, Austrii, Wielkiej Brytanii, Turcji czy Australii.

### Polska
W Polsce rozpoznano tę chorobę po raz pierwszy w 1995 roku u trójki dzieci. Z wyników badań diagnostycznych w chorobach metabolicznych dla całego kraju, najwięcej rozpoznań, również po śmierci dzieci, zanotowano na Pomorzu, głównie na Kaszubach (tam ta choroba występuje nawet dziesięć razy częściej niż w innych regionach Polski) – w 2008 roku żyło 37 Kaszubów z tą chorobą, co stanowi 1/3 żyjących chorych na całym świecie. W Polsce w okresie od stycznia 2008 do początku 2009 roku prowadzono program populacyjnych badań przesiewowych finansowanych ze środków KBN w dwunastu oddziałach położniczych w szpitalach w Trójmieście, Kościerzynie, Kartuzach, Lęborku, Miastku, Bytowie, Pucku oraz Wejherowie, których celem było oszacowanie częstości choroby i jej wcześniejsze rozpoznawanie. Za pomocą testów molekularnych przebadano ponad 2300 noworodków. Badania te udowodniły, że mutacja tego genu zdarza się na Kaszubach o wiele częściej, a najczęściej w trójkącie Żukowo-Kartuzy-Kościerzyna. W szpitalu w Kartuzach urodziło się w tym czasie 22 dzieci, w Kościerzynie – 6, a w Pucku 8 dzieci z tą chorobą.

## Objawy i przebieg
Choroba ujawnia się w niemowlęctwie lub wczesnym dzieciństwie. U jej podłoża leży deficyt enzymów powodujący zaburzenia przemiany tłuszczów. Mózg zdrowego człowieka jako źródło energii wykorzystuje glukozę z posiłków albo z glikogenu w wątrobie. Kiedy dziecko gorączkuje, wymiotuje, nie je – wchłanianie glukozy jest upośledzone i tym samym jej poziom spada. Dochodzi wtedy do głodzenia komórek nerwowych, nieodwracalnego uszkodzenia mózgu, a nawet zgonu. Na obraz kliniczny niedoboru LCHAD składają się niechęć do ssania, hipoglikemia, hipotonia mięśniowa, niewydolność wątroby, polineuropatia obwodowa i nieprawidłowości siatkówki. Choroba wiąże się z występowaniem kardiomiopatii przerostowej i rzadziej rozstrzeniowej.